# Ashot Sargsyan
Ashot Sargsyan est un historien, spécialiste d'arménologie, homme politique, candidat en sciences d’histoire (1984), associé de recherche à Matenadaran (institut de recherche d’étude des manuscrits anciens arméniens) à partir de 1984. 
Il est député du Conseil suprême de 1990 à 1995 et de l’Assemblée nationale de la République d’Arménie de 1995 à 1999. Il est membre fondateur du parti politique Mouvement national arménien (devenu Congrès national arménien en 2013), membre du Conseil administratif de ce parti depuis 1995.

## Biographie
Il est né le 16 janvier 1951 dans le village de Khachik de la région de Eghegnazor, en Arménie. Il a travaillé dans les archives de Levon Ter-Petrossian, premier président arménien et a enseigné la matière Histoire de l’idée politique arménienne à l’académie de management de l'Arménie.
En 1973 il termine ses études à la faculté d'histoire de l’Université d’État d’Erevan. Il enseigne dans les écoles secondaires entre 1973 et 1976. En 1976 il entre au doctorat de l’Académie de sciences de la RSS arménienne et se met à travailler à Matenadaran. En 1984 il soutient sa thèse intitulée Movses Khorenatsi et L’histoire d'Arménie d’après Hovhannes Draskanakertsi[Qui ?].

## Activité scientifique
Sa thèse scientifique aborde essentiellement les questions liées à la version originale de l'ouvrage L’histoire d'Arménie écrit par le grand historien arménien Movses Khorenatsi (Ve siècle). Le but principal était de restaurer l’état initial de l’original de l’ouvrage de Khorenatsi en examinant les extraits de cet ouvrage qui ont été utilisés dans l’avenir par les autres historiens. Quelques articles scientifiques traitant le même sujet sont également inclus dans l’ouvrage Movses Khorenatsi et L’histoire d'Arménie d’après Hovhannes Draskhanakertsi (Erevan, 1991). D’une façon générale dans la version originale de Khorenatsi et dans celle de Draskhanakertsi ont été proposées respectivement 16 et 13 corrections et restaurations. Le deuxième ouvrage est la réédition de l’original de L’histoire d'Arménie d’après Movses Khorenatsi complétée avec 10 nouveaux manuscrits et 10 extraits (Movses Khorenatsi, L’histoire d'Arménie, l’expertise de l'original faite par Manuk Abeghyan et Set Harutyunyan, complété par A. B. Sargsyan, Erevan, 1991). Les deux ouvrages susmentionnés ont été publiés en 1991 dans les cadres des éditions jubilaires de 1500 ans de L’histoire d'Arménie d'après Movses Khorenatsi. Ashot Sargsyan a fait des présentations pendant les conférences scientifiques internationales annuelles organisées par Matenadaran (Saint-Pétersbourg, New-York, Michigan). Parallèlement il s’est occupé des questions de l’histoire de l’idée politique arménienne.

## Activité politique
Pendant ses années d’études à l’université il prend part à l’activité du cercle estudiantin Club de la culture arménienne, qui s’occupe des questions nationales. À partir de l’automne 1987 il prend une part active d’abord au mouvement écologique, ensuite à partir de février 1988 au mouvement national de Karabagh. Au mois de mars de la même année avec d’autres activistes il participe au recueil des signatures des députés organisé par Levon Ter-Petrossian en revendiquant une session extraordinaire du Conseil suprême de la RSS arménienne. Il assure la participation des travailleurs de Matenadaran au mouvement national, rédige des déclarations, des lettres, des télégrammes, des tracts et des textes adressés à Moscou et ailleurs. En août 1989 aux élections partielles du Conseil suprême de la RSS arménienne il participe en tant que candidat en député étant mandataire de Levon Ter-Petrossian. Il est l’un des membres fondateurs du parti politique « Mouvement national arménien », il participe en tant que délégué au premier congrès rassemblé du 4 au 6 novembre 1989. Depuis 1995 il fait partie de l’organe dirigeant du parti. En mai 1990 il participe aux élections du Conseil suprême de la RSS arménienne présenté par le Mouvement national arménien et est élu député. La deuxième fois il est élu député en 1995. Dans le pouvoir législatif il est intégré dans la commission s’occupant des questions de l’agriculture et du développement rural (1990-1995), ensuite dans celle s’occupant des questions juridico-étatique (1995-1999). Au sein de la Commission constitutionnelle il prend part aux travaux de l’élaboration de la première Constitution de la République d'Arménie (adoptée en 1995).
En automne 2007 à la suite du retour vers la politique active du premier président de l'Arménie Levon Ter-Petrossian et au dépôt de sa candidature en tant que président de l'Arménie, Ashot Sargsyan est nommé membre de son bureau de campagne. Le 1er août 2008, il est nommé membre du bureau central de l’alliance Congrès national arménien. Depuis le 13 avril 2013 il est membre du Conseil administratif du parti Congrès national arménien créé sur la base de la renomination du parti Mouvement national arménien et l’union des membres individuels de l’alliance Congrès national arménien. L’idéologie et la campagne du parti sont les domaines principaux de son activité. Il rédige ou prend une part active dans la création des documents politiques du parti (déclarations, résolutions, programmes de campagne, etc.). Depuis 1990 il a publié dans la presse plus de 500 articles politiques, analytiques ou sociaux. Dans ses articles il critique notamment l’idée politique traditionnelle arménienne, l’aventurisme politique, les actions illicites des autorités, etc. Une dizaine de ses articles concernent l’histoire politique de l’époque de l’indépendance de l’Arménie, notamment les déformations des faits connus.